# Йоганнес Меринг
Йоганнес Меринг (нім. Johannes Mehring; 24 червня 1816 — 24 листопада 1878) — німецький винахідник. Винахідник штучної вощини.

## Життєпис
Народився 24 червня 1816 року в селищі Клайннідесхайм Німеччині. Після закінчення школи став учнем тесляра.
Незабаром відкрив власну теслярну майстерню. З 1849 року він захопився бджільництвом, вивчав не тільки практичне бджільництво, але й проводив дослідницьку роботу. У 1857 року він винайшов   штучну вощину, виготовлену на саморобному пресі, що складався з двох дощок грушевого дерева, на яких ним було зроблено гравірування. Винахід вощини практично вдвічі знизив витрати корму і робочого часу бджіл на будівництво стільників.
У 1860 року провадив викладацьку роботу в області бджільництва.
Багато відомих німецьких учених-бджолярів (Александер фон Гумбольдт, Август фон Берлепш та ін.) високо відзначали його як винахідника.